# Bayramşah, İnegöl
Bayramşah là một xã thuộc huyện İnegöl, tỉnh Bursa, Thổ Nhĩ Kỳ. Dân số thời điểm năm 2011 là 104 người.